# نوسان‌ساز پل وین

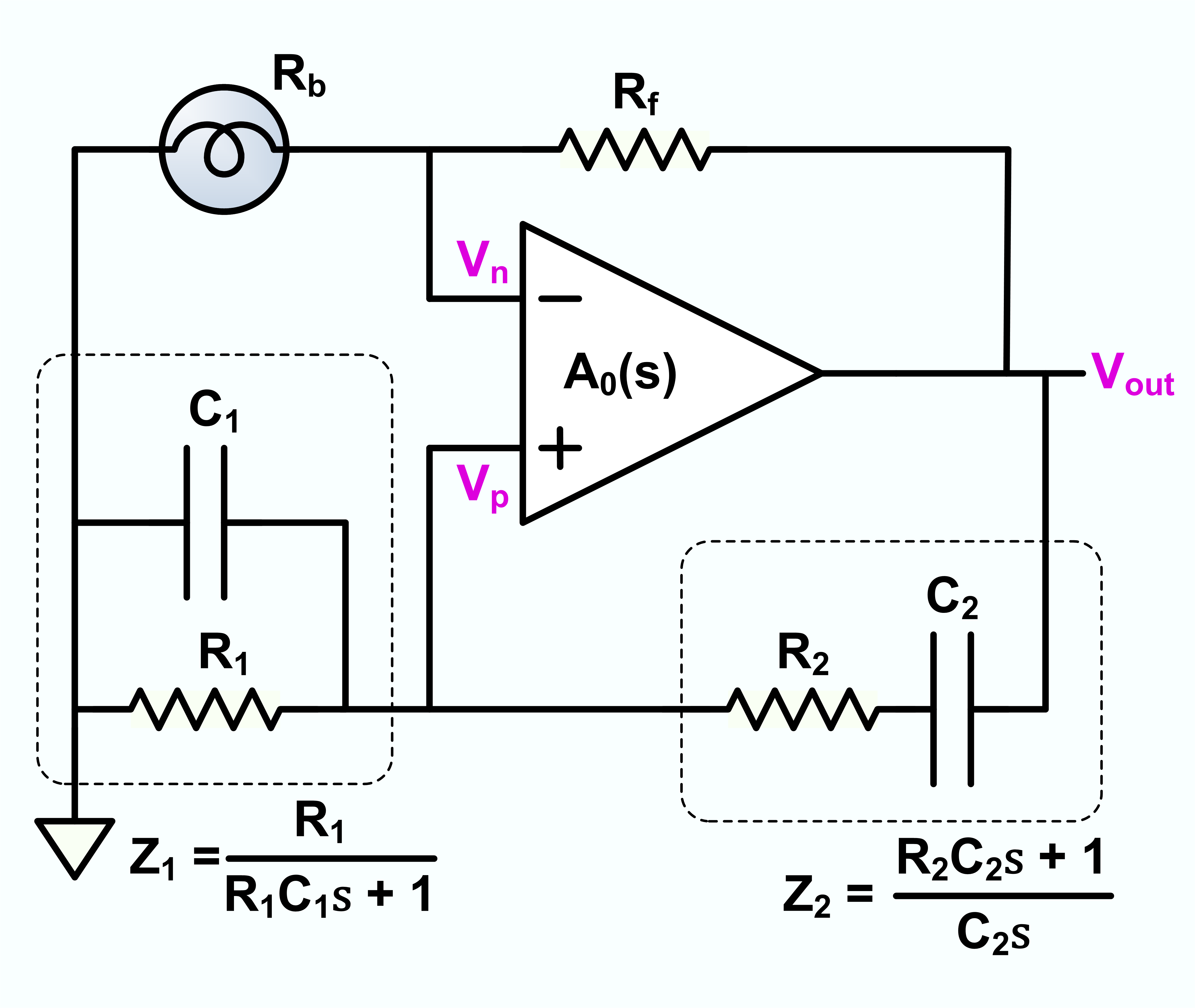
در این نسخه از نوسان‌ساز، Rb یک لامپ رشته‌ای کوچک است. معمولاً و است. در حالت عادی، Rb خود را تا حدی گرم می‌کند که مقاومتش Rf / 2 باشد.

نوسان‌ساز پل ویَن نوعی نوسان‌ساز الکترونیکی است که امواج سینوسی ایجاد می‌کند. می‌تواند طیف گسترده‌ای از بسامدها را تولید کند. نوسان‌ساز بر اساس مدار پل است که در ابتدا توسط مکس وین در سال ۱۸۹۱ برای اندازه‌گیری امپدانس ساخته شده‌است. این پل شامل چهار مقاومت و دو خازن است. نوسان‌ساز همچنین می‌تواند به عنوان یک تقویت‌کننده با بهره مثبت همراه با یک فیلتر میان‌گذر دیده شود که بازخورد مثبتی را ارائه می‌دهد. کنترل خودکار بهره، غیر خطی عمدی و غیر خطی ضمنی دامنه خروجی را در پیاده‌سازی‌های مختلف نوسان‌ساز محدود می‌کند.
مدار نشان داده شده در سمت راست، پیاده‌سازی یک نوسان‌ساز معمول را نشان می‌دهد، با استفاده از یک لامپ رشته‌ای، کنترل خودکار بهره را بدست می‌آورد. تحت این شرط که {\displaystyle R_{1}=R_{2}=R} و {\displaystyle C_{1}=C_{2}=C} است، فرکانس نوسانات بدست می‌آید توسط:
{\displaystyle f_{hz}={\frac {1}{2\pi RC}}}
و شرایط نوسان پایدار توسط
{\displaystyle R_{b}={\frac {R_{f}}{2}}}

## یادداشت
1. ↑  (Wien 1891)